# Beat Blaser
Beat Blaser (Zurzach, 19 juni 1953) is een Zwitserse alt- en baritonsaxofonist in de jazz.

## Biografie
Blaser was lid van het Jerry Dental Kollekdoff rond Urs Blöchlinger (album Das Kochende Inferno, 1978). Hij trad op met Notspielplatz Zürich. Vanaf het einde van de jaren 80 speelde hij in Interkantonalen Blasabfuhr, hij speelde mee op de eerste drie albums van de groep. Verder was hij lid van het Aargauer Saxophonquartett. Met zijn eigen groep Music Inc. kwam hij in 1997 met het album Flatbush. Daarnaast verzorgde hij drie jaar lang een jazzprogramma op de zender Radio Argovia.
Hij is nu redacteur jazz bij Radio SRF 2 Kultur, waarvoor hij het programma Jazz aktuell presenteert.